# Muhàmmad III ibn al-Mamun
Muhàmmad III ibn al-Mamun (Mawlay Mahàmmad ibn al-Shaykh o estrictament Mawlay Mahummad ibn Mahàmmad al-Xaykh, que era el nom d'al-Mamun abans de ser sultà) fou un efímer sultà sadita a Fes.
A mitjan any 1619 els habitants de la regió d'al-Hibth van proclamar sultà al germà d'Abd Allah ibn al-Mamun, Mawlay Mahammad ibn al-Xaykh conegut com a Zeghuda. Abd Allah va marxar a combatre el rebel però fou derrotat i Mahammad va entrar a Fes (juliol del 1619) sent reconegut sultà (nom convencional Muhammed III ibn al-Mamun). Les seves primeres decisions foren executar a alguns partidaris d'Abd Allah i confiscar els seus béns. Abd Allah es va retirar a Meknès i va reorganitzar les seves forces; atacat per Mahammad, aquest fou ara derrotat i Abd Allah va retornar a Fes (12 d'agost de 1619) i a diferència del seu germà va mostrar clemència i va perdonar tothom. Però poc després els enemics del sultà mataven a Ibn Shuayb, un xeic favorable a Abd Allah i va començar una lluita entre dos bàndols, però després de mesos de lluita es va ajustar la pau el 14 de març de 1620.
Aprofitant aquest disturbis Mahammad ibn al-Shaykh tornava a moure la seva gent. Abd Allah el va atacar i el va derrotar a Beth (1620). Mahummad va fugir; temps després va poder tornar a Fes, vers 1624, i a la mort del seu germà Abd al-Malik ibn al-Mamun va agafar el poder (1627) i controlava la kasba de la ciutat. A la mort de Zaydan ibn Ahmad de Marràqueix el setembre del 1627, un fill d'aquest, Ahmad ibn Zaydan, es va declarar pretendent al sultanat i es va presentar a Fes on va entrar el 15 de novembre i va fer encunyar monedes amb el seu nom. El 16 de juny de 1628 va aconseguir assassinar a traïció Muhammad àlies Zeghuda.